# Erling Brøndum
Erling Brøndum (født 11. juli 1930 i Aarhus, død 4. august 2017 i Birkerød) var en dansk chefredaktør samt politiker (Venstre) og minister.
Erling Brøndum var journalistelev på Bornholms Tidende, da han i 1957 som bare 26-årig blev avisens chefredaktør. I 1971 skiftede han chefredaktørposten fra Bornholm til Horsens Folkeblad, og det var herfra, han blev forsvarsminister i regeringen Poul Hartling fra 19. december 1973 til 29. januar 1975. Efter regeringens afgang vendte Brøndum tilbage til Horsens Folkeblad. Senere var han i en årrække chefredaktør på Aalborg Stiftstidende (Nordjyske Stiftstidende).
I 1975 blev han Kommandør af Dannebrogordenen.